# Teokracija
Teokracija (od grčkog θεοκρατία, sastavljeno od θεός, theós – bog i κρατείν, kratein – vladati) je naziv koji se koristi za državno uređenje u kojem vlada bog, bogovi ili božanstva.
U praksi to znači da državom vlada osoba za koju se vjeruje da je božanstvo ili da je izaslanik božanstva ili da državom vlada određena vjerska organizacija.
Primjeri teokracije u današnjem svijetu jesu Vatikan i Iran. U planinama bivšega Sjevernoga Jemena vremenom se oformio oblik teokratske vlasti na čijem čelu su bili lokalni imami, najčešće iz muslimanske sekte zeida.
Mitropolstvo Crnogorsko je također bila teokratska država jer je njezin vladar (vladika) bio ujedno i poglavar pravoslavne crkve.
Saudijska Arabija nije teokracija jer njome vlada kralj iz čisto ljudske dinastije. Činjenica da vladar te države provodi zakone temeljene na islamu je stvar njegovog osobnog uvjerenja i osobnog uvjerenja većine stanovništva koja ga u tome podupire.
Monarhija na teokratskim temeljima je država u kojoj vlada jedna osoba za koju se vjeruje da vlada "božjom milošću". Takva monarhija je bila najzastupljeniji oblik vlasti tijekom srednjega vijeka pa i ranoga novog vijeka, sve do Francuske revolucije krajem 18. stoljeća i Napoleonovih osvajanja početkom 19. stoljeća.